# Tidra
Tidra (arabisch تيدرة) ist eine zu Mauretanien gehörende Insel im Atlantischen Ozean. Die sandige Insel liegt östlich der Insel Kijji, vor der Küste des Nationalparks Banc d’Arguin. Sie weist eine Länge von etwa 24 km sowie eine Breite von bis zu 8 km auf. Administrativ gehört Tidra zur Verwaltungsregion Dakhlet Nouadhibou. Auf der Insel leben die Küstenfischer der Imraguen.